# Божићна књижевност
Божићна књижевност је популарна, пригодна литература писана поводом прославе Божића. Честа тема овакве литературе је рођење Исуса Христа. Садржај неретко води срећном крају, где побеђује вера у бољи и праведнији свет. У модерним временима оваква књижевност губи на популарности, али зато њене формалне, стилске, па и тематске карактеристике често постају предмет имитације и пародије. Због своје бајковите и дидактичке позадине многа оваква дела сматрају се књижевношћу за децу.

## Жанрови
У историји књижевности помињу се:
- Божићне драме, махом везане за средњовековну традицију, које су понекад биле део богослужења и стога припадале и црквеној књижевности.
- Божићне приче, које се по садржају и обради приближавају бајкама.
- Божићне песме, које по правилу имају празнични карактер и у веселом су и раздраганом тону. У појединим националним књижевностима оне се издвајају као посебна врста божићне књижевности. Најпознатији су француски ноел (фр. noël, chant de Noël) и енглески керол (енгл. carol, Christmas carol).[2]

## Примери у светској књижевности
У светској књижевности постоји много примера. Вероватно најпознатија је Дикенсова Божићна прича, позната и као Божићна песма (енгл. A Christmas Carol), приповетка која је више пута адаптирана за филм и позориште. Осим ове Дикенс је написао и друге приче о Божићу. Међу њима је роман Суморна кућа (Bleak House), који је на српском први пут објављен као збирка божићних прича Сеновита кућа у преводу Симе Матавуља, Друге приче су Звона (The Chimes), Цврчак на огњишту (The Cricket on the Hearth), Животна борба (The Battle of Life) и Уклети човек и уговор са духом (The Haunted Man and the Ghost's Bargain). Ове приче у Србији су објављене у збирци Духови Божића.
Још једна позната збирка прича су Толкинова Писма од Деда Мраза. Ове приче Толкин је написао с намером да обрадује и забави своју децу. Њима би сваког децембра стизала коверта с поштанском марком Северног пола, а у њој писмо исписано необичним дрхтавим рукописом, уз понеки цртеж или слику. У њума је Деда Мраз писао Толкиновој деци причао о чудесним, смешним и узбудљивим дешавањима на Северном полу: како су се његови ирваси разбежали и разбацали поклоне на све стране, или како је Бели Медвед, Деда Мразов главни помоћник и узрочник многих невоља, пропао кроз кров куће и сломио ногу и другим. Ове приче краси неодољива Толкинова маштовитост и хумор, а намењена је не само деци, већ и одраслим поштоваоцима Толкиновог дела.
Једна од најпознатијих божићних бајки свакако је Девојчица са шибицама Ханса Кристијана Андерсена. Тиодор Росић, писац и књижевни критичар каже: „Андерсен је веровао да о човековој судбини одлучује Бог. У овој потресној бајци о промрзлој, гладној девојчици која у новогодишњој ноћи безуспешно паљењем шибица покушава да загреје промрзле прсте, изнео је племенито веровање у свет бољи и праведнији од овог у којем владају глад, хладноћа, несрећа.” Осим ове, Андерсен је написао и друге божићне бајке, међу којима су Јелка и Ханс-богаљ. Позната је и бајка Браће грим Вилењаци и обућари. Оскар Вајлд написао је бајку Себични див, а чувена списатељица за децу Луиза Меј Алкот у својим романима неизоставно је писала и о томе како су њени јунаци славили Божић: Денов Божић, Нетова Нова годин, Један срећан Божић. Једна од најпознатијих божићних прича свакако је и Крцко орашчић и краљ мишева Е.Т.А. Хофмана из 1816. Према овом делу Чајковски је 1892. компоновао чувени балет Крцко Орашчић, а 2018. снимљен је фантастично-авантуристички филм Крцко Орашчић и четири краљевства. У писању оваквих бајки огледају се и савремени писци за децу, па је тако Џоан Роулинг, ауторка чувеног серијала о Харију Потеру, написала причу Божићна играчка.
У писању божићних прича опробали су се и велики руски писци. Позната прича Достојевског је Малишан код Христа на божићној јелки, а утицај божићне књижевности примећује се и код Пушкина, у циклусу Скаске (Бајке), које је спевао по узору на француски ноел. Позната је Толстојева прича Најлепши Божић папа-Панова и неколико Чеховљевих: О божићним празницима, Обућар и ђаво, Вањка, Дечаци и друге.
Савремене божићне приче писао је и Вилијам Сидни Портер, познатији по свом књижевном псеудониму О. Хенри (енгл. O. Henry). У његовој збирци „Приче из Америке” налазе се две такве: „Дар мудраца” и „Сезонске честитке”. Познате су и приче Трумана Капотеа Божићна успомена и Једног Божића. У њима је Капоте своја сећања на породична окупљања током празника претворио у књижевност највишег квалитета. Протагониста ових прича је дечак Бади, односно мали Капоте.
Ни чувени књижевни детективи нису остали без својих божићних авантура, па тако Шерлок Холмс Артура Конана Дојла током Божића решава случај Плавог граната, док Агата Кристи објављује роман Божић Херкула Поароа и збирку Пустоловина Божићног пудинга у којој се налазе приче о оба њена најпопуларнија детективска лика — Поароу и Госпођици Марпл. Госпођица Марпл главна је протагонисткиња и у причи Божићна трагедија.
Још једна популарна прича је Како је Гринч украо Божић, америчког писца Теодора Суса Гајзела, по књижевном псеудониму Доктор Сус. Ова прича није преведена на српски језик, али је могла да се погледа верзија адаптирана за велико платно, истоимени филм Како је Гринч украо Божић снимљен 2000. године.

## Примери у српској књижевности

### Божићне песме
Најстарије песме посвећене Божићу су оне народне. Могу се поделити на коледарске, коринђашке, вертепске и божићне. Међу најпознатијима су: Божић штапом бата, Мили српски бадњаче (Божић, Божић, благи дан), Христос се роди, Звезда се засја (Звезда изнад Витлејема) и друге.
Божићне теме налазимо и у старој српској књижевности, писаној до половине 19. века:
- Стефан Првовенчани: Певање похвали твојој (1215)
- Јефимија: Не одгурни мене, рабу твоју (1398/99)
- Димитрије Кантакузин: Мала молбена с исповедањем (1475)
- Јован Рајић: На рождество Христово 1766. года
- Петар I Петровић Његош: Српско Бадњи вече
- Сава Мркаљ: Божићна песма (1817)[19]

Многи савремени српски песници певали су такође о Божићу:
- Петар II Петровић Његош: Бадње вече (из Горског вијенца, (1847)
- Јован Стерија Поповић: Божић (1855)
- Јован Јовановић Змај: Божићна звона
- Јован Грчић Миленко: Бадњи дан у туђини (1869)
- Алекса Шантић: Претпразничко вече (1910)
- Милета Јакшић: Ноћ у пустињи
- Николај Велимировић: Божић
- Десанка Максимовић: Бадњаци[20]

У савременој српској поезији божићне песме најчешће су писане за децу. Примери су бројни, а међу њима су:
- Јован Јовановић Змај: Божић, Божић бата!, Христос се роди
- Брана Цветковић: Вертеп
- Андра Франичевић: Божић, Божић у лугу
- Десанка Максимовић: Божићна ноћ у шуми
- Душан Васиљев: Бадње вече
- Добрица Ерић: Божићна песма, Бадњак, Бадњи дан, Христос се роди
- Мошо Одаловић: До облака због бадњака, Ваистину, Божић Бата, Чесница
- Чедиславка Поповић: Бадњи дан, Стиже Божић
- Радмила Томић: Божићни новчић[21]
- Дејан Алексић: Божићна прича (поема)[22]

Један од најплоднијих домаћих писаца божићних прича свакако је Симо Матавуљ. Међу његовим сабраним приповеткама налази се: На Бадњи дан (1881), Први Божић на мору, Чудотворна икона (божићна прича), Христос воскресе!, Божитње јутро и Болесни Влада (божићна прича).
У периоду до Другог светског рата божићне приче писали су и:
- Светозар Ћоровић: Богојављенска ноћ,[26] Први бадњак
- Лазар Комарчић: Златна костадинка
- Јован Максимовић: Бадње вече у ђачкој соби
- Јован Протић: Божић
- Бора Станковић: Наш Божић[27]
- Драгутин Илић: Српска божићна легенда
- Манојло Ђорђевић Призренац: Полажајник
- Јанко Веселиновић: Божићна радост
- Јован Дучић: Мој отац
- Војислав Илић Млађи: Свештеникова драма
- Милета Јакшић: Божитњи сан
- Милутин Ускоковић: Отац и син
- Анђелко Крстић: Њихов Божић
- Вељко Милићевић: Божићња прича
- Андра Гавриловић: Стари трубач
- Иван Иванић: Бадње вече на мртвој стражи
- Растко Петровић: Снегови на домовима снегови у планинама Божић у душама
- Милош Црњански: Београд у снегу[28]